# Clamor Heinrich Abel
Clamor Heinrich Abel (Bad Essen, 1634 – Brema, 25 luglio 1696) è stato un musicista tedesco membro della famiglia Abel.

## Biografia
Figlio di Ernst Abel, che suonò nell'orchestra di corte di Hannover tra il 1637 e il 1641, e nipote di Heinrich Othmar Abel, fu a sua volta padre e nonno di diversi musicisti e pittori attivi nel nord della Germania. Il suo doppio nome deriva dal primo nome del nonno (Heinrich Othmar Abel) e da quello del di lui datore di lavoro al castello di Hünnefeld, Clamor Eberhard von dem Bussche.
Suonatore di organo, violino e viola, oltre che compositore, si sa che verso il 1670 era musicista anch'egli alla corte di Hannover. Nel 1674, 1676 e 1677 pubblicò a Francoforte tre suites col titolo Erstlinge musikalischer Blumen, ripubblicate nel 1687 col titolo Drei Opera musica.